# Colt M1905
Кольт М1905 (англ. Colt M1905) — американский самозарядный пистолет, разработанный Джоном Браунингом на основе его же конструкции 1902 года. Один из первых пистолетов, использующих патрон .45 ACP. Как и M1902, образец 1905 года использовал автоматику с коротким ходом ствола, отпирание осуществлялось опусканием ствола на двух серьгах — у дула и у казённой части (без перекоса).

## История
В 1904 году в США был изобретён новый патрон .45 ACP. Вскоре Джон Браунинг изобрёл для него пистолет M1905, который в некотором роде является преемником более ранних пистолетов Браунинга.
Пистолет, в целом, удовлетворял требованиям армии США, всего было выпущено 6000 пистолетов.